# 7 (альбом In Extremo)
7 или Sieben (с нем. — «семь») — четвёртый студийный альбом немецкой фолк-метал группы In Extremo.

## История создания
Работа над альбомом шла с лета 2003 года в перерывах между фестивальными выступлениями. На удивление, дело продвигалось довольно скоро. Одной из первых песен стала «Erdbeermund» — известное произведение Франсуа Вийона, интерпретированное многими исполнителями. Для песен использовались как известные средневековые тексты, так и придумывались новые. Нашлось место тематике личной трагедии, прошлых воспоминаний, разнузданного веселья и не только. Работа длилась все лето. Было снято два видеоклипа. Название придумали сразу, избрав порядковый номер альбома (не как студийного, а как именно порядкового, считая и Live-выступления). Плюс сама группа имеет семь человек, так что и число 7 для неё всегда было в определенной степени сакральным. Тур в поддержку диска длился с 2003 по 2004 годы.
Почти все песни с альбома, включая вышедшую позднее на отдельном сингле «Königin», исполнялись на концертах. Исключения составляют композиции «Davert-Tanz» и «Pferdesegen», об исполнении которых нет никаких данных. Песни «Küss mich», «Erdbeermund» и «Ave Maria» стали хитами группы, исполняющимися практически на всех концертах.

## Композиции
| №   | Название         | Длительность |
| --- | ---------------- | ------------ |
| 1.  | «Erdbeermund»    | 4:04         |
| 2.  | «Sefardim»       | 4:04         |
| 3.  | «Ave Maria»      | 5:40         |
| 4.  | «Mein Kind»      | 6:34         |
| 5.  | «Sagrada Trobar» | 3:41         |
| 6.  | «Küss mich»      | 4:08         |
| 7.  | «Davert-Tanz»    | 3:09         |
| 8.  | «Melancholie»    | 4:23         |
| 9.  | «Albtraum»       | 4:03         |
| 10. | «Pferdesegen»    | 2:51         |
| 11. | «Nymphenzeit»    | 4:01         |
| 12. | «Madre Deus»     | 3:27         |
| 13. | «Segel setzen»   | 3:47         |

- «Erdbeermund» — современный вариант песни Франсуа Вийонаа.
- «Sefardim» — еврейская песня «Kuando el rey Nimrod[англ.]» (XV—XVII вв).
- «Ave Maria» — песня из сборника «Llibre Vermell». Датирована XV веком.
- «Sagrada Trobar» — песня из сборника «Las Cantigas de Santa Maria», написана во славу Девы Марии[3].
- «Melancholie» — отрывки из нескольких баллад французского поэта Эсташа Дешана (XIV в).
- «Pferdesegen» — древневерхненемецкое заклинание для исцеления лошадей.
- «Nymphenzeit» — использован отрывок из поэмы 85 сборника Carmina Burana.
- «Madre Deus» — староиспанская песня.

## Отзывы критиков
- Альбом традиционно рецензировали журналы Orkus[4], Metal Hammer[источник не указан 63 дня], Rock Hard[5] и многие другие.
- В Media Control Charts альбом занял 3 место, а сингл «Küss mich» — 35[6].

## Состав записи
- Михаэль Райн — вокал, цистра
- Dr. Pymonte — волынка, шалмей, арфа
- Yellow Pfeiffer — волынка, шалмей
- Flex der Biegsame — волынка, шалмей
- Van Lange — гитара
- Kay Lutter — бас-гитара
- Der Morgenstern — ударные
- Thomas D — бэк-вокал (feat.)
- Пэдди Келли — бэк-вокал (feat.)